# Episodi di The Good Fight (quarta stagione)
La quarta stagione della serie televisiva The Good Fight, composta da 7 episodi, è stata trasmessa dal servizio di video on demand CBS All Access ogni giovedì, dal 9 aprile 2020 al 28 maggio negli Stati Uniti. A causa del Covid-19 sono stati completati 7 dei 10 episodi previsti, quindi la produzione si è vista costretta a concludere in anticipo la stagione. Gli episodi mancanti non saranno più prodotti.
In Italia la stagione è stata distribuita settimanalmente su TIMvision a partire dal 18 febbraio al 25 marzo 2021
| nº | Titolo originale                              | Titolo italiano                                  | Pubblicazione USA | Pubblicazione Italia |
| -- | --------------------------------------------- | ------------------------------------------------ | ----------------- | -------------------- |
| 1  | The Gang Deals with Alternate Reality         | La squadra fa i conti con una realtà alternativa | 9 aprile 2020     | 18 febbraio 2021     |
| 2  | The Gang Tries to Serve a Subpoena            | La squadra cerca di notificare un mandato        | 16 aprile 2020    | 18 febbraio 2021     |
| 3  | The Gang Gets a Call from HR                  | La squadra viene convocata dalle Risorse Umane   | 30 aprile 2020    | 25 febbraio 2021     |
| 4  | The Gang is Satirized and Doesn't Like It     | La squadra viene satirizzata e non le piace      | 7 maggio 2020     | 4 marzo 2021         |
| 5  | The Gang Goes to War                          | La squadra va in guerra                          | 14 maggio 2020    | 11 marzo 2021        |
| 6  | The Gang Offends Everyone                     | La squadra offende chiunque                      | 21 maggio 2020    | 18 marzo 2021        |
| 7  | The Gang Discovers Who Killed Jeffrey Epstein | La squadra scopre chi ha ucciso Jeffrey Epstein  | 28 maggio 2020    | 25 marzo 2021        |

## La squadra fa i conti con una realtà alternativa
- Titolo originale: The Gang Deals with Alternative Reality
- Diretto da: Brooke Kennedy
- Scritto da: Robert King e Michelle King

### Trama
Diane si risveglia in un mondo diverso da quello che ricordava. Dal 2017 il Presidente degli Stati Uniti è Hilary Clinton, Elizabeth Warren siede alla Corte Suprema al posto di Brett Kavanaugh, esiste una cura per il cancro, il numero degli orsi bianchi al Polo è in aumento, la foresta pluviale si sta estendendo, e Trump ha intenzione di diminuire le sue ore di presenza in TV.
Diane è felice, quasi euforica, ma i ricordi dell'altro mondo (ad esempio il fatto che il Presidente sia in realtà Donald Trump) sono rimasti nel fondo della sua mente e a tratti le provocano esitazioni e atteggiamenti che iniziano a preoccupare Liz e Adrian. L'unica con cui Diane si confronta apertamente sul tema dei due mondi diversi è Marissa ma la ragazza, confusa e perplessa, non è in grado di fornirle risposte sicure.
Diane scopre poi che anche nel nuovo mondo non tutto fila liscio e la gente trova comunque da ridire su molti temi: ad esempio alcuni accusano l'amministrazione Clinton di ritardare l'applicazione della cura contro il cancro a fini elettorali. Ma la cosa che la turba maggiormente è che nel nuovo mondo Harvey Weinstein sia cliente dello Studio. Il produttore non è mai stato accusato di molestie sessuali, è un forte sostenitore di Hilary Clinton e del movimento " Donne unite per il cambiamento"; più in generale gode fama di benefattore e filantropo, e ha addirittura ricevuto la Medaglia presidenziale della libertà. Al massimo è stato bersaglio di contestazioni per la sua attività di produttore perché accusato di non aver rispettato alcuni contratti.
Ad un certo punto Weinstein si rivolge allo Studio proprio per essere difeso da accuse di molestie mosse contro di lui da alcune attrici: teme che si tratti di una montatura dei Repubblicani per danneggiarlo. In aula il giudice finisce per deliberare a suo favore, ritenendo le accuse infondate e prive di prove a sostegno. Diane è indignata; durante il dibattimento ha mostrato tutto il suo disagio nel fare parte con Lucca della difesa di Weinstein e anche in seguito non esita ad esprimere il proprio parere. Quando Lucca è costretta a recarsi da Weinstein in hotel per consegnargli i documenti del tribunale, Diane la fa seguire da Marissa per proteggerla da un'eventuale aggressione.
Diane vorrebbe sponsorizzare il Movimento Me Too perché è consapevole del fatto che malgrado il nuovo assetto politico i soprusi non sono certo scomparsi: scopre però che il Movimento in pratica non esiste. La stessa Zoe Redgrave, portavoce del Presidente, per motivi politici la invita a moderare i toni: a suo parere la furia delle donne, la loro presunta emotività, non agevoleranno Hilary Clinton ad ottenere un secondo mandato. Diane però è incapace di trattenersi su di un tema che le sta tanto a cuore e quando Weinstein chiede le sue scuse per alcuni attacchi da lei sferrati, Diane rifiuta sdegnosamente. Così facendo mette però in difficoltà lo Studio, che è vicino al fallimento ed ha bisogno di mantenere Weinstein come cliente.
Liz e Adrian avrebbero intenzione di sospenderla temporaneamente, ma Diane ha altri pensieri: improvvisamente si è resa conto che negli ultimi giorni ha indossato abiti diversi ma non è mai passata da casa; si è concentrata solo sul lavoro e non ha idea di dove si trovi Kurt. Tornata al suo appartamento, trova un operaio che sta aggiustando la porta d'ingresso che sembra sia stata sfondata. L'uomo si chiama Chris Lima e Diane scopre che anche lui crede che il vero Presidente sia Trump.
Kurt non c'è, mancano anche le sue armi che in base ad un recente decreto sarebbero a rischio di sequestro. L'uomo possiede un bunker nei boschi e Diane va a cercarlo là.
Lo trova e gli chiede di aiutarla a capire cosa stia succedendo ma Kurt le risponde che non può perché loro due sono separati. Diane è terrorizzata all'idea che il marito possa essere morto, però riesce a prendergli la mano e a recuperare l'ultimo ricordo prima di entrare nel mondo alternativo: Kurt che impugna la pistola mentre la SWAT irrompe nel loro appartamento.
Kurt non è morto, è Diane ad essere svenuta: quando si riprende, accanto a lei ci sono il marito e l'agente Chris Lima. Nella realtà, tutto è durato soltanto dieci minuti.
- Altri interpreti: Gary Cole (Kurt McVeigh), John Cameron Mitchell (Felix Staples), Kathryn Erbe (Zoe Redgrave), Carolyn McCormick (Ingrid Hill), Joe Grifasi (giudice John Mata), Larry Mitchell (Chris Lima), Cameron Pow (Warren Whitman), Annaleigh Ashford (Rosin Orbison), Kadia Saraf (Talia Aaronson), Morgan Weed (Keira)

## La squadra cerca di notificare un mandato
- Titolo originale: The Gang Tries to Serve a Subpoena
- Diretto da: Kevin Rodney Sullivan
- Scritto da: Jonathan Tolins

### Trama
Per ordine del medico Diane ha preso una pausa di nove mesi dal lavoro. Al suo rientro trova alcuni cambiamenti: per sfuggire alla crisi seguita alla perdita di ChumHum lo Studio "Reddick, Boseman & Lockhart" è stato acquisito in regime di parternariato dalla STR Laurie. Gli enormi locali sono lussuosi e funzionali, nei corridoi scorazzano i numerosi cani che per due giorni alla settimana i soci possono portare in ufficio. Gli associati stanno ancora aspettando il risarcimento che avrebbero dovuto ricevere entro sei mesi, ma dalla fusione i soci titolari, compresa Diane, hanno guadagnato cifre interessanti.
Firth, uno dei nuovi capi, affida a Diane la direzione dell'intero Dipartimento pro bono, con ampia discrezionalità sulle spese. Il primo caso da lei affrontato riguarda un esproprio per pubblica utilità: il ristorante messicano di Marta Tecades è destinato alla demolizione perché la società Orchard possa costruire sul suo terreno; in Rete sono comparse numerose recensioni negative sul ristorante, tutte provenienti dagli uffici del costruttore. Il giudice della causa sarà Julius Cain, ma anche il difensore della controparte è una vecchia conoscenza di Diane: Louis Canning.
Già all'inizio della causa sorge un grave problema: Tucker Nugent, il costruttore, non si presenta in aula perché non riconosce la legittimità del mandato di comparizione; invia però una breve lettera offensiva in cui ribadisce la propria posizione. Allibito, Julius fa ricercare Nugent ma i suoi marshall tornano a mani vuote; poi con l'aiuto del giudice Charlotte Hazlewood riesce finalmente a trascinarlo in aula. Nugent tuttavia invoca la riservatezza, rifiuta di giurare per testimoniare e quando Julius ne ordina l'arresto, pronuncia qualche velata minaccia. In attesa di ulteriori sviluppi Julius si pronuncia momentaneamente a favore di Marta Tecades.
Rientrato in ufficio, Julius trova sulla sua scrivania un foglio su cui è stampato un criptico messaggio: MEMO 618. Cercando di capire di cosa si tratti, Julius chiede di nuovo l'aiuto di Charlotte, che come giudice federale ha un'esperienza maggiore della sua. Inizialmente la donna nega di sapere alcunché, successivamente però gli consiglia di liberare Nugent, di porgergli le scuse e di dimenticare l'intera faccenda. Quando però Julius rifiuta di farlo Charlotte, per vie traverse, lo mette in contatto con Jacob Itzelitz. L'uomo è un ex giudice che in passato si è scontrato con gli interessi di una importante industria farmaceutica; è rimasto fedele ai propri principi e per questo è stato accusato di corruzione; licenziato senza clamore, ha però perduto la pensione ed ora lavora come autista per Uber.
Julius capisce di essere in pericolo e decide di fare ciò che gli è stato chiesto: mette in libertà Nugent e gli porge le proprie scuse. Il caso sarà riassegnato: per ora dovrebbe rimanere valida la sospensione della sentenza ma quando Marta va al ristorante, scopre con disperazione che l'edificio è già stato demolito.
Firth ha assegnato a Lucca il caso di un divorzio difficile in cui la cliente (la ricca imprenditrice Bianca Skye) ha qualche problema con il suo difensore, David Lee. L'ex marito di Bianca vuole invalidare l'accordo prematrimoniale voluto da lui stesso quando la moglie non era ancora una donna ricca e di successo. Bianca afferma di aver firmato l'accordo perché all'epoca era innamorata e quello era l'unico modo per arrivare al matrimonio.
Al di là dei problemi legali Bianca si sente sola: non ha più amici, tutti sembrano volere qualcosa, quindi la donna inizia ad affezionarsi molto a Lucca che con lei si mostra gentile e comprensiva, pur sforzandosi di rimanere innanzitutto il suo avvocato.
Sospettando che David Lee stia tergiversando, tirando in lungo la causa per aumentare il numero delle ore fatturabili, Lucca consiglia a Bianca di accettare un accordo; a suo parere ci saranno anche dei benefici psicologici perché Bianca ha bisogno di voltare pagina. Lucca però si accorge di aver commesso un errore quando David Lee le spiega che stava rallentando le cose per motivi fiscali: forzando l'accordo prima della fine dell'anno ha fatto perdere alla sua cliente circa dieci milioni di dollari.
- Altri interpreti: Zach Grenier (David Lee), John Larroquette (Gavin Firth), Michael J. Fox (Louis Canning), Chasten Harmon (Bianca Skye), Bret Shuford (Brad Royce), Andrea Navedo (Marta Tecades), Tamberla Perry (giudice Charlotte Hazlewood), Ned Van Zandt (Jacob Itzelitz), Lawton Paseka (Tucker Nugent), Lisa O'Hare (usciere della STR Laurie)

## La squadra viene convocata dalle Risorse Umane
- Titolo originale: The Gang Gets a Call from HR
- Diretto da: Tess Malone
- Scritto da: Davita Scarlett
- Altri interpreti: Zach Grenier (David Lee), John Larroquette (Gavin Firth), Michael J. Fox (Louis Canning), Andrea Navedo (Marta Tecades), Tara Summers (Edile Ham), Mike Pniewsky (Frank Landau), Tamberla Perry (giudice Charlotte Hazlewood), Christina Jackson (Rosalyn Brock), Tyrone Mitchell Henderson (Barry Poe), Brenda Braxton (Madeline Gilford), Phillip James Brannon (Kevin Walker), Hugh Dancy (Caleb Garlin)

## La squadra viene satirizzata e non le piace
- Titolo originale: The Gang Is Satirized and Doesn't Like it
- Diretto da: Nelson McCormick
- Scritto da: William Finkelstein
- Altri interpreti: Zach Grenier (David Lee), John Larroquette (Gavin Firth), Gary Cole (Kurt McVeigh), Jon Michael Hill (Jumaane Jenkins), Fisher Stevens (Gabriel Kovac), Chasten Harmon (Bianca Skye), Tamberla Perry (giudice Charlotte Hazlewood), Nikki M. James (Monica Timmons), Jeremy Holm (Duncan Herz), Hugh Dancy (Caleb Garlin), LaChanze (la moglie di Julius Cain), Lisa O'Hare (usciere della STR Laurie)

## La squadra va in guerra
- Titolo originale: The Gang Goes to War
- Diretto da: James Whitmore Jr.
- Scritto da: Tegan Shohet
- Altri interpreti: John Larroquette (Gavin Firth), Chasten Harmon (Bianca Skye), Linda Emond (giudice Leora Kuhn), Stephen Rider (caporale Demarcus Laney), Michael Oberholtzer (sergente Meyer), Annaleigh Ashford (Rosin Orbison), Hugh Dancy (Caleb Garlin), Jeff Williams (Oscar Griegson), Walker Hare (Nick Jansen), Leslie Fray (Gina Knowles)

## La squadra offende chiunque
- Titolo originale: The Gang Offends Everyone
- Diretto da: Brooke Kennedy
- Scritto da: Jaquelyn Reingold
- Altri interpreti: Zach Grenier (David Lee), Rachel Dratch (Linda Shuck), Chasten Harmon (Bianca Skye), Tamberla Perry (giudice Charlotte Hazlewood), Johanna Day (dottoressa Lola Pell), Mike Pniewsky (Frank Landau), Christiani Pitts (Melanie Evers), Dana Aliya Levinson (Sadie Lipton), Catharina Deddario (Piper Vega), Rob Reiner (giudice John Brickman)

## La squadra scopre chi ha ucciso Jeffrey Epstein
- Titolo originale: The Gang Discovers Who Killed Jeffrey Epstein
- Diretto da: Fred Murphy
- Scritto da: Laura Marks

### Trama
Wilbur Dincon, l'ex capo di Liz al Dipartimento di Giustizia, le affida un'indagine indipendente sulla morte di Jeffrey Epstein, avvenuta nove mesi prima: si tratta di stabilire se sia stato un suicidio (come recita la versione ufficiale) oppure un omicidio. I sospetti sono giustificati dalle strane circostanze in cui la morte è avvenuta. L'incarico dovrebbe essere anche una sorta di tardivo risarcimento per Liz che prima dello scandalo, quando era ancora Procuratore, avrebbe voluto avviare un'indagine sulle vittime di Epstein ma aveva ricevuto un divieto. Le vengono dati un budget di quattrocentomila dollari e due settimane di tempo per ottenere qualche risultato. Uno dei detenuti della prigione, Niko, rivela che la sera prima di morire Epstein era loquace e sembrava soddisfatto per "essere riuscito ad occuparsi della cosa più importante" prima di essere arrestato; Niko non è però in grado di spiegare meglio.
La documentazione da vagliare è enorme, quindi Liz riunisce una squadra che comprende numerosi associati. Sorgono discussioni sul fatto che la morte di Epstein sia stata favorita da una serie di incompetenze (la mancata sorveglianza in cella, la videocamera non funzionante) oppure sia il risultato di un complotto: per lungo tempo Epstein avrebbe ricevuto protezioni ed un trattamento speciale, finché ex "amici" preoccupati avrebbero deciso di eliminarlo. Pur non escludendo nulla a priori, Liz richiama tutti al rispetto delle prove: sono quelle che devono essere identificate.
In una delle foto che ritraggono i passeggeri dell'ultimo volo fatto da Epstein prima dell'arresto, Lucca riconosce Andreas, il parrucchiere delle star. Sfruttando la sua amicizia con Bianca, riesce ad incontrarlo; gli fa ammettere di aver tagliato i capelli ad Epstein durante quell'ultimo volo e di avergli fatto un favore ancora più grande: ha accettato da lui una busta chiusa da consegnare a Ghislaine Maxwell. La donna però non si è fatta vedere e la busta è rimasta nelle mani di Andreas. Lucca se la fa consegnare.
Dietro autorizzazione di Dincon la busta viene aperta: all'interno ci sono una chiave, un foglio con gruppi di numeri accompagnati dalla dicitura "Lady M.S.", e un breve messaggio: "Se sono morto attenzione a Bud". La grafia è quella di Epstein.
La chiave porta Jay e Marissa ad Amelia Diamond, l'architetto che ha progettato per Epstein alcuni immobili, tra cui un mausoleo che sulla piantina mostra una stanza contrassegnata "Bud". Non è chiaro cosa sia "Bud" e se lo si debba temere o preoccuparsi per lui, però Amelia racconta che Epstein si lamentava spesso che tutto fosse andato storto dopo il novembre del 1992. Diane ricorda un filmato risalente a quel periodo, una festa tenuta a Mar-a-Lago dove Epstein aveva incontrato il padrone di casa: Donald Trump. A detta di una delle ex cheerleaders che parteciparono alla festa, ad un certo punto i due uomini avevano intrattenuto una conversazione preoccupata avente come oggetto proprio "Bud".
La dicitura "Lady M.S." porta Jay ad identificare un romanzo di fantascienza scritto da Donald Barr (ex datore di lavoro di Epstein e padre dell'ex Procuratore Generale William Barr): Lady Morgan Sidney è uno dei personaggi principali ed Epstein è sempre stato un appassionato di sci-fi. A detta di molti era ossessionato dal futuro, così come era interessato all'eugenetica e alla criogenia. Voleva vivere per sempre, voleva ingravidare ragazzine per perpetuare la propria discendenza.
Collegando i gruppi di numeri del biglietto a pagine, righe e parole del libro, Lucca e Jay ottengono un altro criptico messaggio: "Chiama Bill, lui avrà dodici ore di tempo". Bill potrebbe essere William Barr e il messaggio sembrerebbe suggerire che il corpo di Epstein sia stato prelevato e portato al suo mausoleo, benché ufficialmente Epstein risulti sepolto in Florida.
L'indagine indipendente di Liz viene bloccata da Dincon, forse perché le nuove scoperte stavano per portare a scomode verità. Diane capisce che con ogni probabilità anche Epstein ha basato la sua intera vita sul famigerato MEMO 618. Prima di riconsegnare tutta la documentazione, Marissa e Jay prendono la chiave e si recano al mausoleo che Epstein ha fatto erigere alle Isole Vergini. La chiave della busta apre una stanza interna che appare completamente vuota. I due investigatori, delusi, lasciano l'isola. Se però si fossero addentrati nel labirinto di corridoi che la stanza nasconde avrebbero trovato il cervello e il pene di Epstein (quest'ultimo marcato "Bud"), conservati in teche per un uso futuro.
Nel frattempo lo Studio ha dovuto affrontare un altro problema: Firth ha imposto ai soci una riduzione delle spese del 20% e ciò implica numerosi licenziamenti. Adrian, Liz e Diane trovano impossibile decidere di quali associati disfarsi e si preoccupano anche del fatto che un'eventuale riduzione potrebbe far pensare che lo Studio sia in difficoltà.
Adrian elabora un piano alternativo: entro il primo anno lo Studio può ancora riacquisire sé stesso, pagando una penale di venti milioni di dollari. Tramite prestiti la somma viene faticosamente raccolta, ma il progetto non va in porto: grazie ad una clausola relativa alle percentuali di ore fatturate, Firth può chiedere ottanta milioni per liberare lo Studio. La somma è troppo alta e Diane capisce che la direzione del Dipartimento pro bono le è stata affidata al preciso scopo di tenere basso, a loro danno, il numero di ore fatturate.
Julius e Diane hanno deciso di denunciare l'abuso di potere legato al MEMO 618; raccontano tutto a Stella Corbin, l'Ispettore generale, che sembra ascoltarli con grande interesse. Di lì a poco però Julius viene arrestato con l'accusa di aver accettato tangenti. È la punizione per aver parlato, ma Diane lo esorta a continuare a combattere.
- Altri interpreti: John Larroquette (Gavin Firth), David Vadim (Niko), Adam Heller (Wilbur Dincon), Christine Jackson (Rosalyn Brock), Donna Lynne Champlin (signora Feldman), Kathryn Kates (Amelia Diamond), Robert Hnelsky (guardia carceraria), Amy Aquino (Stella Corbin)